# Neogobius fluviatilis
 Neogobius fluviatilis és una espècie de peix de la família dels gòbids i de l'ordre dels perciformes.

## Morfologia
Els mascles poden assolir els 19,5 cm de longitud total.

## Distribució geogràfica
Es troba a la mar Negra i a la mar Càspia.